# Velezrada
Velezrada je zločin spočívající v jednání proti státu, jehož je člověk občanem. Takový zrádce se např. může pokoušet svrhnout vládu, změnit ústavní zřízení, jednat proti základním hodnotám hájeným státem apod. V České republice se však dnes jako „velezrada“ označuje jen specifický ústavní delikt, který může spáchat jen prezident; obecný trestný čin se zde nazývá vlastizrada.

## Velezrada v České republice
Mimo trestní zákoník, přímo v Ústavě České republiky, se objevuje pojem velezrada, která je specifickým ústavním deliktem, za který může být stíhán pouze prezident České republiky, a to před Ústavním soudem na základě ústavní žaloby Senátu Parlamentu České republiky. V celém ústavním pořádku České republiky však do 8. března 2013 neexistovala žádná definice jednání, které by bylo velezradou, až v zákoně o Ústavním soudu byla definována jako „jednání prezidenta republiky směřující proti svrchovanosti a celistvosti republiky, jakož i proti jejímu demokratickému řádu“. Sankcí za velezradu může být jen ztráta prezidentského úřadu a způsobilosti jej znovu nabýt.
V souvislosti se změnou systému prezidentské volby na přímou se s účinností od 8. března 2013 úprava velezrady změnila, Ústava již obsahuje její definici, ačkoli ve stejném znění jako původně v § 96 zákona o Ústavním soudu (odkud byl § 96 vypuštěn). Navíc je nově možné prezidenta stíhat kromě velezrady i pro hrubé porušení Ústavy nebo jiné součásti ústavního pořádku, ale zároveň Senát k podání ústavní žaloby vždy potřebuje získat souhlas Poslanecké sněmovny (k přijetí je potřeba souhlasu třípětinové většiny přítomných senátorů a třípětinové většiny všech poslanců).
O ústavní žalobě se vždy koná ústní jednání, veřejného žalobce zde představuje Senát zastoupený jeho předsedou nebo jinou Senátem pověřenou osobou. Řízení proběhne i tehdy, pokud po jeho zahájení zanikne funkce prezidenta republiky uplynutím doby nebo vzdáním se úřadu. Ústavní soud pak buď svým nálezem rozhodne o zproštění ústavní žaloby, nebo o tom, že se prezident velezrady, příp. hrubého porušení Ústavy nebo jiné součásti ústavního pořádku, dopustil, čímž ztratí svůj prezidentský úřad i způsobilost jej někdy v budoucnu opět nabýt. Zároveň ztratí nárok na prezidentský plat a další požitky po skončení výkonu funkce. V procesu se subsidiárně využívá trestní řád, je připuštěna též obnova řízení, která však, pokud kvůli ní dojde ke zproštění ústavní žaloby, již nevede ke znovunabytí ztraceného prezidentského úřadu.

## Velezrada v lidově demokratickém Československu
V lidově demokratickém Československu byl zákonem č. 231/1948 Sb. zaveden trestný čin velezrada (a další podobné trestné činy), který se trestal vězením na 10–25 let či doživotí, případně trestem smrti. Tento zákon posléze soudy užívaly v politických procesech (typicky odstavec c, „[Kdo se pokusí] zničit nebo rozvrátit lidově demokratické zřízení nebo společenskou nebo hospodářskou soustavu republiky, zaručené ústavou“). Tento zločin byl zrušen v roce 1961 novým trestním zákonem. Namísto něj byly zavedeny zločiny vlastizrady a válečné zrady, s výrazně omezenější působností.

## Velezrada v ostatních zemích
V britském právu existuje pojem zrady od roku 1351. Tento zákon rozlišoval dvě úrovně takového jednání: velezrada (high treason), která spočívá v jednání proti panovníkovi (resp. ohrožuje stát jako celek), a „malá zrada“ (petty treason), která spočívá ve vraždě vlastního pána (nejblíže nadřazeného). Oba tyto zločiny se trestaly smrtí; malá zrada přestala být samostatným zločinem odlišným od vraždy v roce 1828; trest smrti za velezradu byl zrušen v roce 1998 a nahrazen maximálním trestem doživotního vězení. Za druhé světové války také existoval trestný čin zrádcovství (trestaný smrtí), který trestal libovolné jednání ve prospěch nacistického Německa (špionáž, sabotáže apod.), aniž by bylo potřeba prokazovat, že se jedná o člověka vázaného věrností Koruně (jak vyžaduje stíhání za velezradu).
Jako prevence před možným zneužitím je v americkém právu velezrada definována přímo v ústavě, a to pouze jako příprava války proti Spojeným státům či napomáhání jejich nepřátelům; ústava také pro tento čin vyžaduje dva svědky či přiznání viny. V zákonech se však objevuje mnoho dalších trestných činů, které fakticky definici zrady rozšiřují, jen s jinými názvy (např. trestný čin ozbrojeného povstání proti státu apod.) a za slabších podmínek (bez požadavku dvou svědků). V praxi se také zpravidla odsuzuje za tyto jiné činy, typicky za špionáž (např. manželé Rosenbergovi).